# Eklizi-Burun
Eklizi-Burun (em russo:  Эклизи-Бурун; em ucraniano:  Еклізі-Бурун; em tártaro da Crimeia:  Eklizi Burun) é um monte da Crimeia localizado no maciço de Chatyr-Dag com 1 525 metros de altitude.